# دالاس ستيوارت
دالاس ستيوارت (بالإنجليزية: Dallas Stewart)‏ هو مدرب خيول أمريكي، ولد في 15 سبتمبر 1959 في ماكومب في الولايات المتحدة.